# 夢の泉
夢の泉（ゆめのいずみ）は、任天堂のゲームソフト『星のカービィ』シリーズに登場する架空の泉。プププランドに住む全ての生き物たちの夢と希望が集まり、全ての生き物に夢とやすらぎを与える。

## 概要
『星のカービィ 夢の泉の物語』のオープニングではプププランドのはずれにあり、全ての生き物の夢と希望が集まり、眠りに付いたものに夢と安らぎを与える、という説明がある。『大乱闘スマッシュブラザーズDX』の「フィギュア名鑑」の説明によると、スターロッドの力によって夢が作り出されて泉の水に溶け込み、水が蒸発することで眠りについた生き物に良い夢を届ける仕組みになっている。
この泉の力の源、スターロッドが失われると泉の力がなくなり、生き物たちは夢を見ることができなくなってしまう。スターロッドが失われた泉は、水がなくなって干からびてしまうようだ。しかし、『大乱闘スマッシュブラザーズDX』のステージである夢の泉にはスターロッドがないが干からびていない。
『星のカービィ 夢の泉の物語』、『星のカービィ 夢の泉デラックス』ではここから悪夢「ナイトメア」が生まれてしまい、デデデ大王がナイトメアを封じ込めるためにわざと悪役を演じ、スターロッドを7つに分け、この泉で水浴びをしていた。
『カービィファイターズZ』では夢の泉の力を利用したデデデ大王が、チームDDDへと増殖している。
「星のカービィ スーパーデラックス」の「銀河にねがいを」で舞台となる、ポップスター近隣の7つの惑星にもポップスターと同様の泉が存在し、ここで星の力をつなぐことでミルキーロードを作り、機械彗星ギャラクティック・ノヴァを呼び出して願い事をかなえてもらうことができる仕組み。「銀河にねがいを」ではマルクが本性を現した後、ミルキーロードの力で戦闘機スターシップが生成され、カービィはこれを使ってノヴァに侵入し心臓部を破壊した。
「星のカービィ Wii」でのマホロアの話によると、ポップスターおよび近隣惑星の夢の泉はスターロッドとともに、別次元で繁栄した古代文明の遺産であることが示唆されている。

## 登場作品
- 星のカービィ ウルトラスーパーデラックス
- 星のカービィ スーパーデラックス
- 星のカービィ 夢の泉の物語
- 星のカービィ 夢の泉デラックス
- カービィファイターズZ
- 大乱闘スマッシュブラザーズDX

## その他
- 『大乱闘スマッシュブラザーズDX』でステージとして登場した際、BGMとしてカービィシリーズ中でも有名な曲である『星のカービィ スーパーデラックス』のストーリー「激突!グルメレース」の曲をオーケストラ演奏したものが流れた。この曲は評判を呼び『星のカービィ 夢の泉デラックス』の夢の泉でも使用された。